# Radnice v Rokycanech
Radnice je spolu s kostelem Panny Marie Sněžné a mariánským sloupem jednou z dominantních staveb Masarykova náměstí v centru okresního města Rokycany v Plzeňském kraji. Klasicistní stavba, která je sídlem městského úřadu, je zapsaná jako kulturní památka v Ústředním seznamu nemovitých kulturních památek České republiky.Budova radnice je zároveň součástí městské památkové zóny Rokycany, vyhlášené 10. září 1992.

## Historie
První písemná zmínka o existenci radnice pochází z roku 1530 v souvislosti s opravami radničního sklepa. Původ stavby však  byl mnohem starší, již ve středověku v těchto místech stál gotický dům. Již v 16. století se v přízemí radniční budovy nacházel také hostinec.

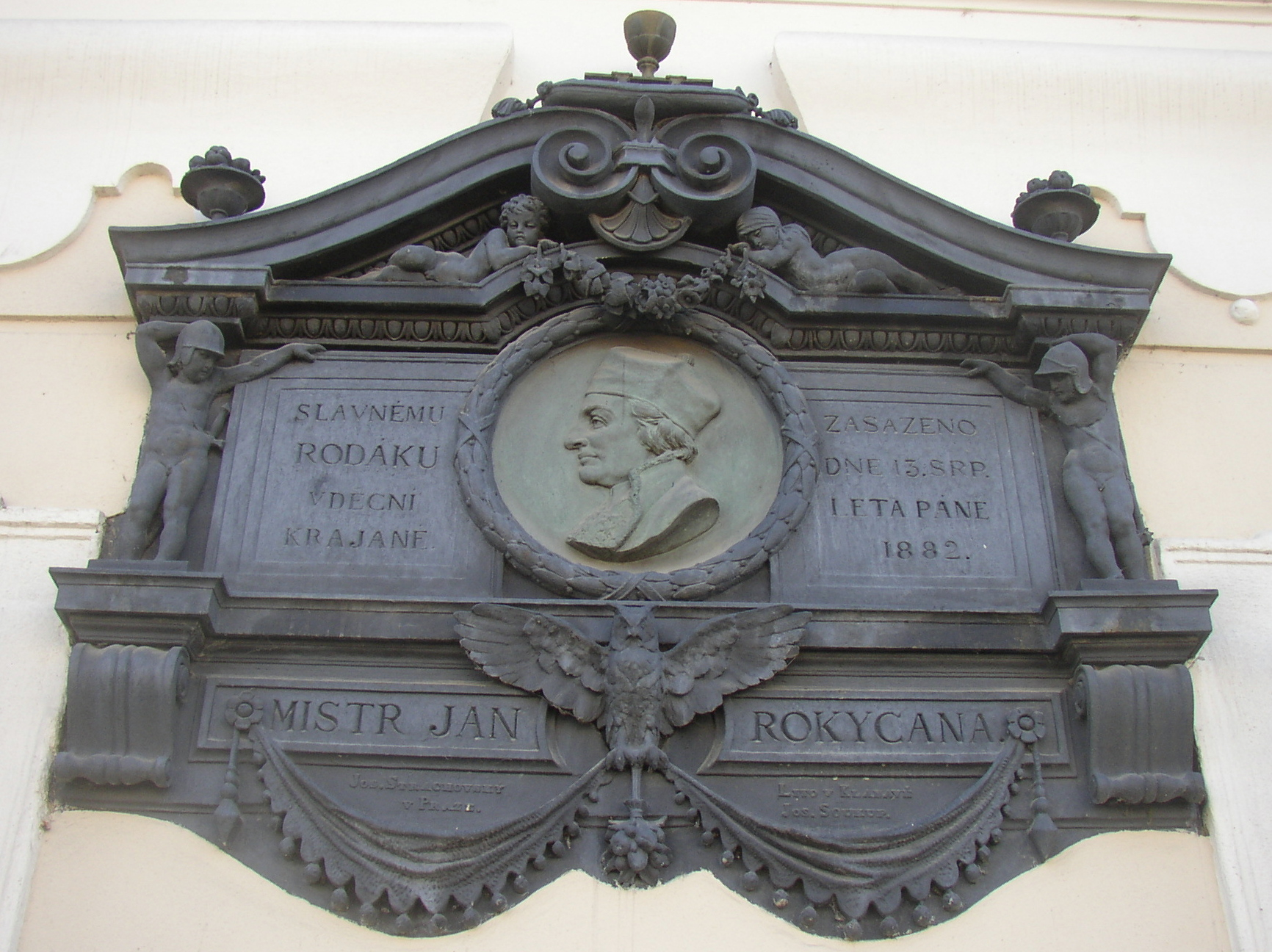
Deska z r. 1882 na budově radnice, věnovaná památce Jana Rokycany

Během třicetileté války byly Rokycany těžce postiženy, v roce 1639 město vypálila švédská vojska. Budova radnice byla poté obnovena v raně barokním stylu, avšak opět byla v roce 1680 poničena požárem. Barokní radnice byla obnovena v roce 1712, jednalo se o jednopatrovou budovu s menší věžičkou. Po desítkách let odkladů byla v roce 1784  zahájena výstavba  nové radnice ve stylu klasicizujícího rokoka. Stavbu prováděl podle vlastních plánů plzeňský stavitel Antonín Barth.  
Ještě v témže roce však v Rokycanech opět propukl velký požár, při němž byla zničena velká část města včetně nedostavěné nové radnice. Její stavba zůstala po následující dvě desítky let jen jednopatrovým torzem až do roku 1804.Realizace výstavby nové rokycanské radnice byla tentokrát svěřena Ignáci Aloisu Palliardimu ze slavné pražské rodiny architektů, stavitelů a sochařů italského původu, působících v Čechách v 18. a 19. století. Ignác Alois Palliardi stavbu zvýšil o jedno patro a dílo završil výraznou věží. Nová klasicistní radnice byla dokončena v roce 1808. (Pozn.: Ve starší památkové dokumentaci se uvádí jako datum dokončení stavby rok 1805 a léta 1805 až 1808 jsou zmiňována jako období úprav radniční věže a její báně.)
Dne 13. srpna 1882 byla na budově radnice odhalena pamětní deska rokycanského rodáka Jana Rokycany, husitského teologa a arcibiskupa kališnické církve.

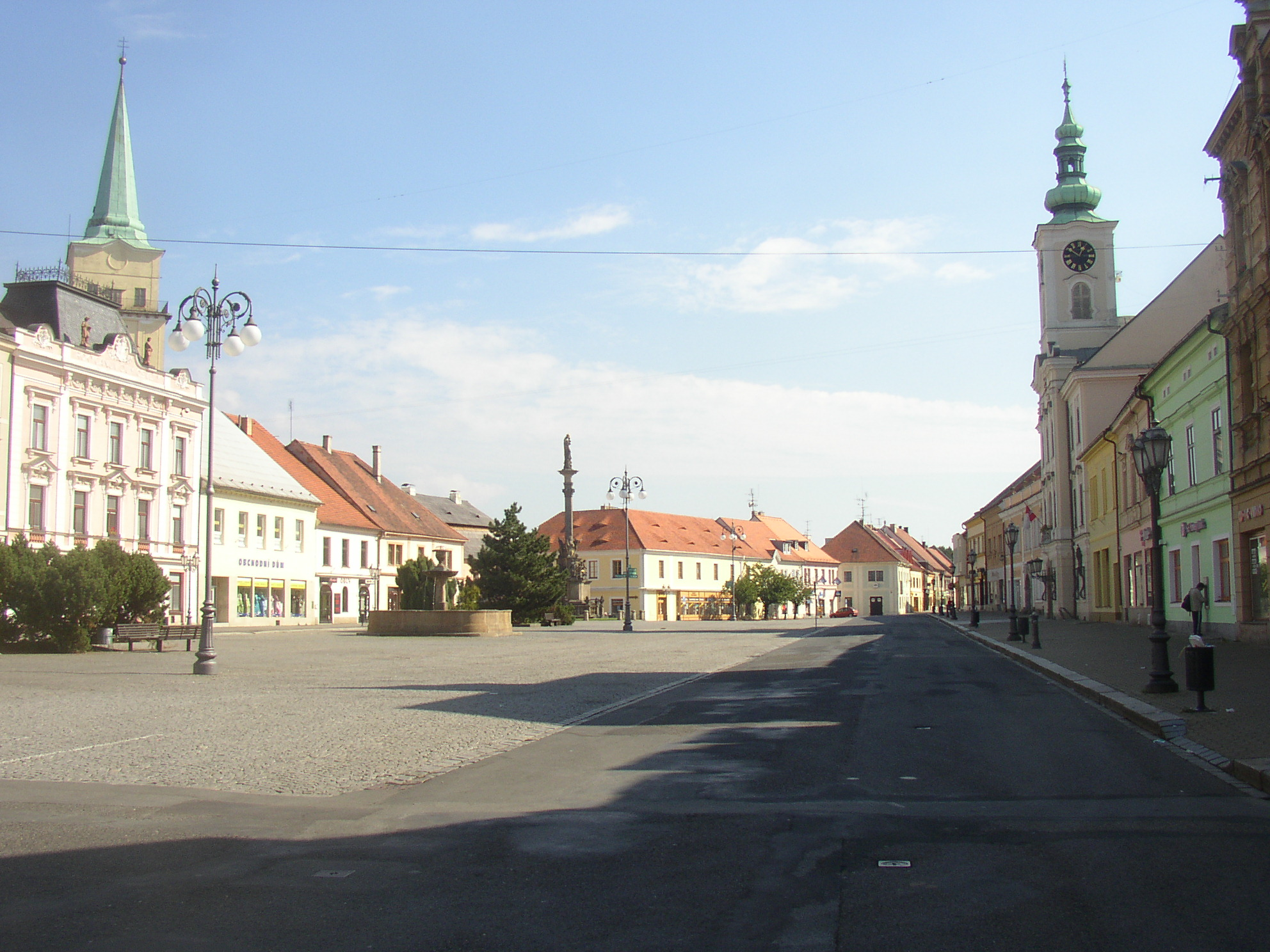
Masarykovo náměstí v Rokycanech. Vlevo věž kostela Panny Marie Sněžné, vpravo radnice

V roce 1850 bylo k budově přistavěno dvorní křídlo, v roce 1892 byla fasáda radnice upravena v novobarokním stylu a v roce 1931 byly upraveny radniční interiéry.
Radnice byla během invaze v roce 1968 zabrána ruskými vojsky. Rusové se několikrát snažili prostor ovládnout, aby ho použili na úřadování, což se jim nikdy nepovedlo.
Další dílčí opravy a úpravy se uskutečnily ve druhé polovině a v 90. letech 20. století.

## Popis
Budova rokycanské radnice se nachází uprostřed jihozápadní strany Masarykova náměstí. Ve střední části dvoupatrové budovy vystupuje rizalit se třemi  okenními osami a s hlavním vchodem v přízemí. Vstupní zaklenutý portál má výrazné kamenné ostění s klenákem nade dveřmi. V prvním patře je nad vstupem do budovy hluboká nika ve tvaru mušle, v níž je umístěn balkón s kuželkovou balustrádou. Po obou stranách rizalitu jsou na průčelí budovy další dva páry okenních os. Nad římsou v horní části rizalitu zdobí průčelí radnice štít s městským znakem. Nad středovou částí budovy se zvedá čtyřboká věž s cibulovitou bání a lucernou. Ve středovém rizalitu je první a druhé patro děleno pilastry, části po stranách rizalitu jsou rozděleny lizénami.
Pokud jde o interiér radnice, ve vstupní hale v přízemí jsou nosné hranolové pilíře a  plackové klenby. Dvoudílné schodiště, vedoucí do prvního patra, se nachází v zadní části budovy směrem do dvora. Pod úrovní schodiště se nachází vstup do sklepních prostor. V 16 metrů dlouhé obřadní síni v prvním patře rokycanské radnice je umístěn obraz Alfonse Muchy „Basilejský koncil se sklání před Janem Rokycanou“, vytvořený v roce 1933.